# Ivan Bertoncelj
Ivan Bertoncelj (partizansko ime Johan), slovenski partizan, častnik, politični komisar, prvoborec in povojni politični delavec, * 5. januar 1908, Zgornja Dobrava, Radovljica, † 5. september 1965, Kranj.

## Življenje in delo
Pred vojno je deloval v delavsko kulturnoprosvetnih društvih in društvu kmetskih fantov in deklet. Leta 1938 je postal član jeseniškega okrožnega komiteja Komunistične partije Slovenije (KPS). Po okupaciji Kraljevine Jugoslavije 1941 je postal član vojnega komiteja jeseniškega okrožja in organizator prvih partizanskih skupin na Jelovici. Kot politični komisar Cankarjevega bataljona se je bojeval na Jelovici, v Selški in Poljanski dolini ter v Dražgošah. Po razdelitvi bataljona je bil komisar v Selški četi. Maja 1942 je bil imenovan za komisarja Kokrškega odreda, ki pa nato v tistem času ni bil formiran. Poleti 1942 je poslal na avstrijsko Koroško prvo partizansko patruljo. Od novembra 1942 do novembra 1943 je ustanovil vrsto partijskih in frontnih (OF) organizacij med Jelovico in Karavankami. Bil nato še sekretar KPS in OF v beljaškem okrožju in član oblastnega komiteja KPS ter pokrajinskega odbora OF na avstrijskem Koroškem, kjer je deloval tudi pod angleško zasedbo do oktobra 1945. Po osvoboditvi je bil med drugim organizacijski sekretar občinskega komiteja Zveze komunistov Jesenice, občinskega komiteja ZKS Radovljica in direktor Gorenjskega muzeja v Kranju. V Beogradu je 1951 končal višjo politično šolo. V spominskih člankih je opisal delovanje gorenjskih partizanskih enot. Bil je rezervni major JLA, za udeležbo v narodnoosvobodilni borbi je prejel več odlikovanj.

## Odlikovanja
- red za hrabrost (2x)
- red zaslug za ljudstvo s srebrnimi žarki
- red bratstva in enotnosti s srebrnim venvem
- partizanska spomenica 1941